# 1. liga družstev (Česko, sportovní střelba)
1. liga družstev je druhá nejvyšší česká soutěž ve sportovní střelbě ze vzduchových pistolí. Střílí se v tříčlenných družstvech dle principu European Youth League. Liga vznikla v roce 2020, kdy se oddělila od nejvyšší soutěže, tedy od Extraligy družstev.

## Přehled medailistů
Pozn.: První umístěný postupuje do vyšší soutěže.
| Ročník | Rok  | Zlato            | Stříbro     | Bronz             |
| ------ | ---- | ---------------- | ----------- | ----------------- |
| 1.     | 2020 | SSKP Rapid Plzeň | SSK Benešov | SSK Plzeň-Slovany |
| 2.     | 2021 |                  |             |                   |